# Diego Laxalt
Pour les articles homonymes, voir Laxalt.
Diego Laxalt, né le 7 février 1993 à Montevideo, est un footballeur international uruguayen qui évolue au poste de milieu latéral gauche ou d'arrière gauche au Dynamo Moscou.

## Biographie

### Carrière en club

#### Débuts au Defensor SC
Diego Laxalt fit ses débuts professionnels le 1er septembre 2012 contre Montevideo Wanderers. Il inscrivit son premier but contre le Nacional en 2013. Il conclut sa première saison avec une réalisation en 15 matches.

#### Transfert en Italie
Laxalt rejoint l'Inter de Milan en juillet 2013, contre une indemnité supérieure à deux millions d'euros. Toutefois, il n'entre pas dans les plans du nouvel entraîneur, Walter Mazzarri, et se voit donc prêté au Bologne FC. Il y joue là encore quinze matches pour un total de deux buts. Il marque ses deux premiers buts en Serie A le 25 septembre 2013, lors de la réception de l'AC Milan, permettant à son équipe de faire match nul (3-3). .
Il participe à la tournée de présaison avec l'Inter de Milan. Le 13 août 2014, Empoli annonce avoir obtenu le prêt de l'Uruguayen. Laxalt y joue seulement 7 matches, dont 4 matches de championnat, pour un but seulement (contre le Genoa, victoire 2-0).

#### Renaissance au Genoa
En janvier 2015, Laxalt rejoint le Genoa sous la forme d'un prêt de 18 mois avec option d'achat. Il inscrit ses deux premiers buts sous ses nouvelles couleurs le 28 octobre 2015, lors d'un match nul sur la pelouse du Torino (3-3), le second étant le but égalisateur à la 95e minute.
Le Genoa lève l'option en juillet 2016 d'achat du joueur, qui s'élève à huit millions d'euros.

#### Transfert au Milan AC
Le 17 août 2018, il rejoint l’AC Milan – équipe en pleine reconstruction après la prise en main du club par le fonds vautour américain Elliott – pour un contrat de quatre ans.

#### Prêt au Torino
Le 31 août 2019, il est prêté au Torino FC.

#### Prêt au Celtic
Le 5 octobre 2020, il est prêté au club écossais du Celtic FC.
Il remporte avec cette équipe la Coupe d'Écosse en décembre 2020, en battant le club d'Heart of Midlothian en finale, après une séance de tirs au but.

### Carrière en équipe nationale

#### Avec les moins de 20 ans
Avec les moins de 20 ans, il participe au championnat sud-américain des moins de 20 ans en 2013. Lors de cette compétition organisée en Argentine, il joue neuf matchs, inscrivant un but contre le Brésil.
Il participe ensuite quelques mois plus tard à la Coupe du monde des moins de 20 ans, qui se déroule en Turquie. Lors du mondial junior, il prend part aux sept matchs disputés par son équipe. L'Uruguay s'incline en finale contre l'équipe de France, après une séance de tirs au but.

#### Avec l'équipe A
Le 26 mars 2016, Diego Laxalt figure pour la première fois sur le banc des remplaçants de l'équipe nationale A, mais sans entrer en jeu, lors d'une rencontre face au Brésil. Ce match nul (2-2) rentre dans le cadre des éliminatoires du mondial 2018.
Il est ensuite appelé afin de participer à la Copa América 2016, en remplacement de Cristian Rodríguez, blessé. Lors de cette compétition organisée pour la toute première fois aux États-Unis, il doit se contenter du banc des remplaçants, et ne joue pas la moindre minute. Avec un bilan d'une victoire et deux défaites, l'Uruguay est éliminée dès le premier tour.
Il reçoit finalement sa première sélection en équipe d'Uruguay le 7 octobre 2016, contre le Venezuela. Il joue dix minutes et son équipe s'impose sur le score de 3-0.
Il est ensuite retenu par le sélectionneur Óscar Tabárez afin de participer à la Coupe du monde 2018 organisée en Russie. Lors de ce mondial, il joue quatre matchs. Il délivre une passe décisive en phase de poule contre le pays organisateur. L'Uruguay s'incline en quart de finale contre la France.
En juin 2019, il participe à sa seconde Copa América 2019. Lors de cette compétition organisée au Brésil, il joue deux matchs. L'Uruguay s'incline en quart de finale face au Pérou, après une séance de tirs au but.

## Statistiques
| Saison                | Club                  | Championnat           | Championnat | Championnat | Championnat | Coupe(s) nationale(s) | Coupe(s) nationale(s) | Coupe(s) nationale(s) | Compétition(s) continentale(s) | Compétition(s) continentale(s) | Compétition(s) continentale(s) | Compétition(s) continentale(s) | Uruguay | Uruguay | Uruguay | Total | Total | Total |
| Saison                | Club                  | Division              | M.          | B.          | P.d.        | M.                    | B.                    | P.d.                  | Comp.                          | M.                             | B.                             | P.d.                           | M.      | B.      | P.d.    | M.    | B.    | P.d.  |
| 2012-2013             | Defensor Sporting     | Primera División      | 15          | 1           | 0           | -                     | -                     | -                     | -                              | -                              | -                              | -                              | -       | -       | -       | 15    | 1     | 0     |
| Sous-total            | Sous-total            | Sous-total            | 15          | 1           | 0           | -                     | -                     | -                     | -                              | -                              | -                              | -                              | -       | -       | -       | 15    | 1     | 0     |
| 2013-2014             | Bologne FC (prêt)     | Serie A               | 15          | 2           | 0           | -                     | -                     | -                     | -                              | -                              | -                              | -                              | -       | -       | -       | 15    | 2     | 0     |
| Sous-total            | Sous-total            | Sous-total            | 15          | 2           | 0           | -                     | -                     | -                     | -                              | -                              | -                              | -                              | -       | -       | -       | 15    | 2     | 0     |
| 2014-2015             | Empoli FC (prêt)      | Serie A               | 4           | 0           | 0           | 3                     | 1                     | 0                     | -                              | -                              | -                              | -                              | -       | -       | -       | 7     | 1     | 0     |
| Sous-total            | Sous-total            | Sous-total            | 4           | 0           | 0           | 3                     | 1                     | 0                     | -                              | -                              | -                              | -                              | -       | -       | -       | 7     | 1     | 0     |
| 2014-2015             | Genoa CFC (prêt)      | Serie A               | 8           | 0           | 1           | 0                     | 0                     | 0                     | -                              | -                              | -                              | -                              | -       | -       | -       | 8     | 0     | 1     |
| 2015-2016             | Genoa CFC (prêt)      | Serie A               | 35          | 3           | 3           | 1                     | 0                     | 0                     | -                              | -                              | -                              | -                              | -       | -       | -       | 36    | 3     | 3     |
| 2016-2017             | Genoa CFC             | Serie A               | 36          | 1           | 4           | 3                     | 0                     | 1                     | -                              | -                              | -                              | -                              | 3       | 0       | 0       | 42    | 1     | 5     |
| 2017-2018             | Genoa CFC             | Serie A               | 32          | 3           | 3           | 2                     | 1                     | 0                     | -                              | -                              | -                              | -                              | 7       | 0       | 0       | 41    | 4     | 3     |
| Sous-total            | Sous-total            | Sous-total            | 111         | 7           | 11          | 6                     | 1                     | 1                     | -                              | -                              | -                              | -                              | 10      | 0       | 0       | 127   | 8     | 12    |
| 2018-2019             | AC Milan              | Serie A               | 19          | 0           | 0           | 3                     | 0                     | 1                     | C3                             | 5                              | 0                              | 0                              | 6       | 0       | 0       | 33    | 0     | 1     |
| Sous-total            | Sous-total            | Sous-total            | 19          | 0           | 0           | 3                     | 0                     | 1                     | -                              | 5                              | 0                              | 0                              | 6       | 0       | 0       | 33    | 0     | 1     |
| Total sur la carrière | Total sur la carrière | Total sur la carrière | 164         | 10          | 12          | 12                    | 2                     | 2                     | -                              | 5                              | 0                              | 0                              | 16      | 0       | 0       | 197   | 12    | 14    |

## Palmarès

### En équipe nationale
- Finaliste de la Coupe du monde des moins de 20 ans en 2013 avec l'équipe d'Uruguay

### En club
- Vainqueur de la Coupe d'Écosse en 2020 avec le Celtic FC